# Goalmmátjávri
Goalmmátjávri, Njealjátjávri, Vidátjávri, Guđátjávri och Goahtejávri eller Vuokŋoljávrrit är sjöar i Finland. De ligger i kommunen Utsjoki i landskapet Lappland, i den norra delen av landet, 1 100 km norr om huvudstaden Helsingfors. Goalmmátjávri ligger 226,8 meter över havet. Omgivningarna runt Goalmmátjávri är i huvudsak ett öppet busklandskap. Arean är 58,7 hektar och strandlinjen är 3,84 kilometer lång. Sjön  ingår i Tana älvs huvudavrinningsområde. 